# Караванний
Карава́нний (рос. Караванный) — селище у складі Оренбурзького району Оренбурзької області, Росія.

## Населення
Населення — 2432 особи (2010; 2447 у 2002).
Національний склад (станом на 2002 рік):
- росіяни — 69 %